# 劉焯
劉 焯（りゅう しゃく、544年 - 610年）は、中国隋の儒学者・天文学者。字は士元。信都郡昌亭県（現在の河北省衡水市武邑県）の人。

## 生涯
郡功曹の劉洽の子として生まれた。若くして河間の劉炫と結盟して友となり、ともに劉軌思（劉献之の三伝弟子）から『毛詩』を学び、三礼を熊安生に学んだ。後、儒学をもって名を知られ、州博士となり、文帝の時、秀才で挙げられ、国史編纂に従事した。後に劉炫とともに磨滅した洛陽石経の考定に従事している。博識で議論に負けたことが無く、恨まれて除名された。
郷里に帰ってからは教授と著作に専念し、劉炫の聡明博学と並べられて世に「二劉」と称された。天下の名儒後進が質疑や授業を受けようと、千里をも遠からずとして至り、数百年来の博学通儒でその右に出るものはいないと賞賛されたが、吝嗇で授業料を納めないものには一切教えないなど度量は小さかったと言われる。
その後、煬帝の時に再び朝廷に召され、自ら著した皇極暦の採用を求めたが、太史令張冑玄に反駁されて用いられなかった。大業6年（610年）、67歳で死去した。
彼は暦の計算に等間隔二次差補間法の公式を作って日月運行の不等を求めたり、平朔法に代わって定朔法を採用したりし、官暦に採用されることはなかったものの、唐代の暦法に大きな影響を与えた。また経学では。南朝梁の費甝（ひかん）の『尚書義疏』を取りあげたりして南学を積極的に取り入れている。彼の『五経述義』は唐の五経正義の底本となった。その著述はほとんど現存しておらず、『尚書義疏』の断片が『玉函山房輯佚書』に収められているだけである。

## 伝記資料
- 『隋書』巻75 列伝第40
- 『北史』巻82 列伝第70